# بریت دنیل
بریت دنیل (به انگلیسی: Britt Daniel) خواننده ، ترانه‌سرا آمریکایی است.